# Cygnus CRS Orb-3
Cygnus CRS Orb-3, conosciuta anche come Orbital Sciences CRS Flight 3 e Orbital 3, è stata una missione spaziale privata di rifornimento per la Stazione spaziale internazionale, programmata da Orbital ATK per la NASA nell'ambito del programma Commercial Resupply Services, e decollata il 28 ottobre 2014. Questa avrebbe dovuto essere la quarta missione orbitale del veicolo spaziale Cygnus, la terza delle quali avente come cliente la NASA, e il quinto volo del veicolo di lancio Antares, il quale, però, è esploso pochi secondi dopo il decollo distruggendo anche il suo carico.

## Modulo di servizio

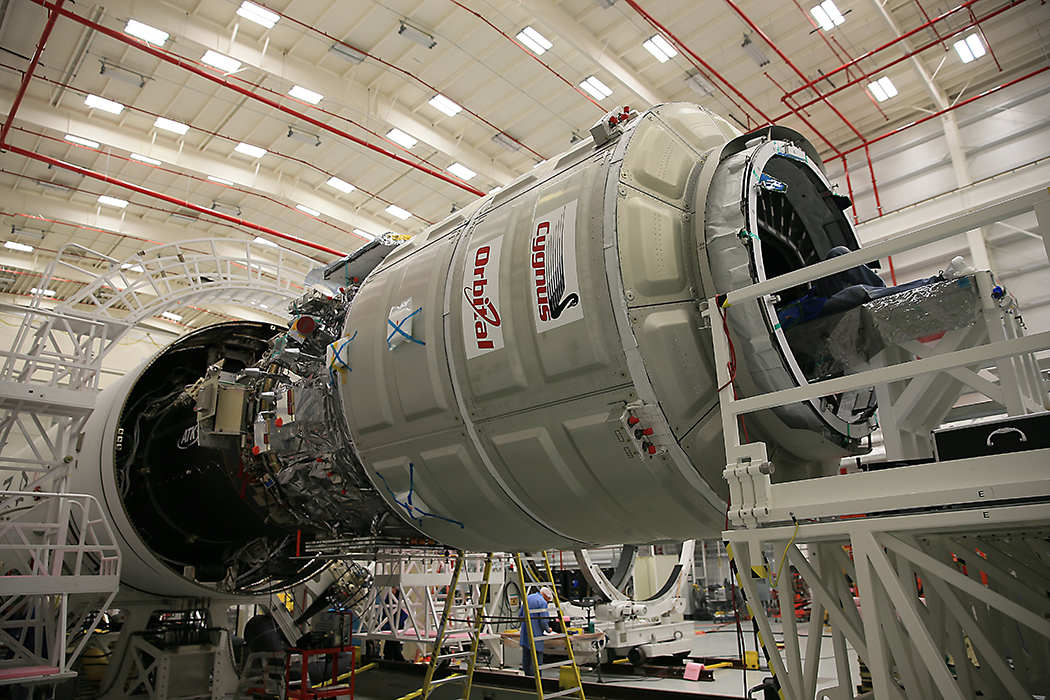
La navetta della missione Cygnus Orb-3 integrata nel razzo Antares.

La missione Cygnus Orb-3 avrebbe dovuto essere la terza delle otto missioni commissionate alla Orbital Sciences da parte della NASA nell'ambito del contratto Commercial Resupply Services. La missione fu il primo tentativo di volo del razzo Antares 130, il quale utilizzava il nuovo e più potente secondo stadio Castor 30XL, ed avrebbe inoltre dovuto essere l'ultima ad utilizzare un modulo Cygnus di dimensioni standard.
Come da tradizione della Orbital Sciences, il modulo era stato battezzato S.S. Deke Slayton, in onore dell'astronauta statunitense Donald "Deke" Slayton, uno dei primi sette astronauti americani scelti e presentati al pubblico il 9 aprile del 1959, morto nel 1993.

## Lancio e svolgimento della missione
Il lancio della missione Cygnus Orb-3 era stato programmato per il 27 ottobre 2014 alle 22:45 UTC, facendo di esso il primo lancio in notturna per un razzo Antares e per una navetta Cygnus, mentre l'incontro del modulo cargo con la ISS avrebbe dovuto avvenire nelle prime ore del mattino del 2 novembre. Il lancio fu però posticipato di 24 ore a causa di una violazione dello spazio di sicurezza effettuata da una barca a vela a meno di dieci minuti dal decollo, e così la missione partì il 28 ottobre 2014 alle 22:22:38 UTC.

### Il fallimento del lancio
Il razzo Antares con a bordo la S.S. Deke Slayton ebbe un malfunzionamento al sistema di propulsione 15 secondi dopo essere decollato dal sito di lancio numero 0 del Mid-Atlantic Regional Spaceport. Il veicolo iniziò quindi a precipitare e l'ufficiale addetto (chiamato Range Safety Officer) azionò il sistema di autodistruzione poco prima dell'impatto al suolo, generando un'esplosione che fu udita a quasi 40 km di distanza. Il conseguente incendio nel sito di lancio fu prontamente contenuto e lasciato bruciare fino al mattino.
In una conferenza stampa tenuta dopo l'incidente, la NASA annunciò che non esistevano elementi noti prima del lancio che avessero potuto far prevedere un esito simile, l'agenzia comunicò anche che non c'erano stati né feriti né dispersi ma che il carico del razzo vettore era andato completamente distrutto e che il sito di lancio aveva riportato danni significativi. Il 29 ottobre 2014, diverse squadre di tecnici iniziarono ad esaminare i detriti presenti sul sito dell'incidente, mentre da un'altra ricognizione del sito di lancio risultò che i danni subiti da quest'ultimo non erano stati poi così seri, sebbene naturalmente fossero necessarie delle riparazioni, e che anche i serbatoi di carburante del sito non erano stati colpiti.

## Carico
Il carico della missione Cygnus Orb-3 aveva un peso totale di 2215 kg (2294 kg con l'involucro) e comprendeva sia materiale pressurizzato destinato all'interno della Stazione Spaziale Internazionale che alcuni satelliti CubeSat destinati ad essere lanciati dalla ISS.
In particolare il carico era così composto:
- Carico destinato all'interno della ISS:
  - Esperimenti scientifici: 
    - Esperimenti statunitensi: 727 kg
    - Esperimenti di altre nazioni: 158 kg

  - Rifornimenti per l'equipaggio: 748 kg
    - Equipaggiamento: 124 kg
    - Cibo: 617 kg
    - Libri con procedure di volo: 7 kg

  - Hardware per la stazione spaziale: 637 kg
    - Hardware statunitense: 606 kg
    - Hardware JAXA: 30 kg

  - Equipaggiamenti per le attività extraveicolari: 66 kg
  - Risorse informatiche: 37 kg

Tra il carico destinato ad essere utilizzato a bordo della ISS si possono ricordare i 18 esperimenti progettati da studenti nell'ambito del programma Student Spaceflight Experiments Program e riguardanti la formazione di cristalli, la germinazione di semi, la crescita delle piante ed altri processi da far avvenire in ambiente di microgravità.
Tra i CubeSat andati persi c'erano poi alcuni nanosatelliti della Planet Labs destinati a formare la costellazione Flock-1, utile all'osservazione terrestre per fini commerciali, e due satelliti radioamatoriali, il RACE e il GOMX-2. A bordo di quest'ultimo satellite, che peraltro è sopravvissuto all’esplosione, era anche presente un dispositivo sperimentale che utilizzava una vela solare per frenare il CubeSat e far decadere la sua orbita.

## Indagini sull'incidente e conseguenze
Una ricerca successiva all'iniziale analisi dei dati della telemetria, la quale non aveva fatto riscontrare anomalie né nella fase precedente al lancio, né durante la sequenza di lancio, né durante il volo, fino ovviamente alla già citata mancanza di propulsione, evidenziò che ad esplodere inizialmente era stata una turbopompa per l'ossigeno liquido facente parte di uno dei motori Aerojet Rocketdyne AJ-26, un motore ricavato dalla ristrutturazione di un NK-33 russo vecchio di quarant'anni. La NASA e la Orbital Sciences non concordarono però sulle cause dell'esplosione; secondo la prima, infatti, l'esplosione poteva essere imputabile a un difetto di progettazione del motore, che avrebbe reso quest'ultimo suscettibile alla formazione di incendi dell'ossigeno, a un difetto di fabbricazione del motore, difetto che era stato riscontrato anche in un altro AJ-26 esploso durante un test nel maggio 2014, o alla presenza di detriti liberi nel motore, i quali furono poi trovati nei resti dell'esplosione, che avrebbero intasato la turbopompa; secondo la Orbital Sciences, invece, il tutto era da imputare a un difetto di fabbricazione della turbina della turbopompa che risaliva a quando essa era stata prodotta, più di quarant'anni prima, in Unione Sovietica, considerando come "possibile ma improbabile" la presenza di detriti alieni nel motore e "meno credibili" altre cause tecniche avanzate dalla NASA come motivo del disastro.
Al fine di ottemperare agli obblighi temporali ad essa imposti dal contratto Commercial Resupply Services la Orbital dovette lanciare due missioni, la CRS OA-4 (Deke Slayton II) del dicembre 2015 e la CRS OA-6 (Rick Husband) del marzo 2016, utilizzando come vettore un razzo Atlas V, cercando nel frattempo di selezionare e testare un nuovo motore per i razzi Antares. Infine, la scelta ricadde sull'Energomash RD-181, la versione da esportazione del russo RD-191, e il razzo Antares, riprogettato nella sua versione 200, tornò a volare nell'ottobre 2016, in occasione del lancio della Cygnus CRS OA-5.
Le riparazioni nel sito di lancio iniziarono a gennaio del 2015 e furono completate solo nell'autunno del 2016.